# (6793) Palazzolo
(6793) Palazzolo (1991 YE) – planetoida z pasa głównego asteroid okrążająca Słońce w ciągu 4,39 lat w średniej odległości 2,68 j.a. Odkryta 30 grudnia 1991 roku.